# Hauptgebäude der Universität Zürich

Das neue Hauptgebäude der Universität Zürich um 1914

Das Hauptgebäude der Universität Zürich ist ein zentraler Bau der Universität Zürich, der 1914 fertiggestellt, 1969 erweitert und 1991 sowie 2002 teilweise baulich verändert wurde.

## Vorgeschichte
Gegen Ende des 19. Jahrhunderts führte ein erhebliches Wachstum sowohl der Universität Zürich als auch des Eidgenössischen Polytechnikums dazu, dass der 1864 ursprünglich für beide Institutionen errichtete Bau (Rämistrasse 101) zu klein wurde. Ein eigenes Universitätsgebäude sollte hier Abhilfe schaffen.
1906 setzte der akademische Senat unter dem Präsidium des Zoologen Arnold Lang eine Kommission ein, die sich dem Bauprojekt widmete. Nachdem ein von Friedrich Bluntschli ausgearbeiteter Entwurf für einen Universitätsneubau keine Mehrheit fand, wurde 1907 ein entsprechender Architektenwettbewerb ausgeschrieben. Den ersten Preis erhielt ein Projekt der Architekten Curjel & Moser. Im März und April 1908 genehmigten die Zürcher Stimmbürger den Kredit für den Universitätsneubau. Die Gesamtleitung für das Bauvorhaben wurde Karl Moser übertragen.
An der Stelle des Gebäudes hatte zuvor die Blinden- und Taubstummen-Anstalt bestanden, welche nach 1832 erbaut worden war. Im Jahr 1936 gelangte der damalige Kanzlist Gustav Ewig an den Stadtrat, um die heutige «Doktor-Faust-Gasse» entlang des Hauptgebäudes nach Johann Georg Schibel zu benennen, welcher 1832 als Stellvertreter des Leiters in die Blinden- und Taubstummen-Anstalt eingetreten war und diese in den folgenden 60 Jahren auch geleitet hatte.

## Beschreibung und Architektur
Der Universitätsbau steht zwischen Rämistrasse und Künstlergasse auf einer Geländeterrasse, die sich nordöstlich über der Altstadt erhebt. Die Gesamtlage setzt sich aus zwei Vierflügelanlagen mit gedeckten Innenhöfen zusammen, dem dreigeschossigen Kollegiengebäude und dem zweigeschossigen Biologiegebäude mit dem Zoologischen Museum. Das Kollegiengebäude ist mit einem gestelzt-halbrunden Mittelrisalit (Eingang Rämistrasse) gegen Osten ausgerichtet. Das Biologiegebäude nimmt mit seinem Portal die Nord-Süd-Achse des gegenüberliegenden Polytechnikums auf. Bedingt durch das abfallende Gelände ist das Kollegiengebäude aus der stadtseitigen Flucht zur Rämistrasse hin versetzt. Auf der Schnittstelle der beiden Baukörper erhebt sich ein 65 Meter hoher Turm mit quadratischem Grundriss. Hier befindet sich zur Künstlergasse hin ein weiterer Haupteingang.
Die tragenden Teile des Baus sind in Stahlbeton ausgeführt. Für Fassaden und plastischen Schmuck wurde behauener Naturstein (Granit, Sandstein, Tuff) und Kunststein verwendet.
Das Zentrum des Kollegiengebäudes bildet der von Wandelgängen umzogene, glasgedeckte Lichthof. Bis 1956 war hier ein Teil der archäologischen Abgusssammlung aufgestellt. Heute dient der Lichthof vornehmlich als Aufenthalts-, Begegnungs- und Essraum für Studierende.
Das ganze Gebäude ist mit Reliefs unterschiedlicher Tiefe besetzt. Bildhauerarbeiten stammen unter anderem von Wilhelm Schwerzmann und Otto Kappeler. Des Weiteren finden sich im Innenraum Gemälde unter anderem von Paul Bodmer, Heinrich Altherr und Reinhold Kündig sowie ein Mosaik von Augusto Giacometti.
Karl Moser konzipierte das Hauptgebäude der Universität als Gesamtkunstwerk, bei dem Architektur, Plastik, Malerei und Ausstattung untrennbar miteinander verbunden sind. Entsprechend entwarf er für den Bau selber Beleuchtungskörper und weiteres Mobiliar.

Historische Ansichten aus den Jahren 1914 respektive 1918
Blick von der Künstlergasse auf den Neubau
Ansicht von Osten
Eingang Künstlergasse (Turmeingang)
Eingangshalle Künstlergasse
«Göttergarten» im Lichthof des Kollegiengebäudes
Archäologische Sammlung im Foyer West
Haupteingang Biologiegebäude / Zoologisches Museum
Männliche Figur von Hermann Haller
Seitliches Treppenhaus
Ehemaliges Fakultätszimmer (Zustand 1918)

## Spätere Erweiterungen
1968–1969 wurde das Hauptgebäude um eine Mensa erweitert. Ausgeführt in Sichtbeton wurde der Bau von Werner Frey in das steil abfallende Hangstück zwischen Kollegiengebäude und Rechberggarten eingepasst.
Seit 1991 ist in den ursprünglich ebenfalls glasgedeckten Lichthof des historischen Biologiegebäudes ein grosser Hörsaal mit 400 Plätzen, ein Büchermagazin und Leseräume mit Tageslicht eingehängt. Die von Ernst Gisel entwickelte Lösung ermöglichte eine Erweiterung der nutzbaren Fläche bei integraler Erhaltung des Altbaus ohne Auskernung der Gebäude.
2001–2002 wurde stadtseitig ein unterirdischer Grosshörsaal mit 500 Plätzen gebaut. An Stelle der vormaligen Grünfläche vor dem Kollegiengebäude wurde ein langgestrecktes Wasserbecken errichtet. Die Architekten Gigon/Guyer arbeiteten dafür mit dem Künstler Adrian Schiess zusammen.